# Sociedad Mexicana de Historia Natural
La Sociedad Mexicana de Historia Natural se constituyó el 29 de agosto de 1868 y en enero de 1869, se aprobaron los estatutos. Como una agrupación científica sin fines lucrativos. Es la segunda más antigua sociedad científica que sigue funcionando hasta la fecha.La vida académica de esta corporación científica puede dividirse en cuatro épocas. La primera que abarca desde su creación (29 de agosto de 1868) hasta el 26 de junio de 1914, cuando entra en receso debido a la revolución mexicana. La segunda, cubre de noviembre de 1936 a 1979 cuando entra en un período de receso. La tercera va de 1984 a 2016. La cuarta época se inicia en 2017. 
Primera época (1868-1914)
Fue fundada en 1868 por diez eminentes naturalistas entre los que se encontraban José Joaquín Arriaga, Antonio del Castillo, Francisco Cordera y Hoyos, Gumesindo Mendoza, Alfonso Herrera Fernández (padre), Antonio Peñafiel, Manuel Río de la Loza, Jesús Sánchez, Manuel Urbina y Altamirano, y Manuel M. Villada. En 1869 se inicia la publicación del periódico de la Sociedad, titulado La Naturaleza. Entre los presidentes de esta primera época se encuentran: Antonio del Castillo Patiño (1868), Leopoldo Río de la Loza (1870), Alfonso Herrera Fernández (1872), Ramón I Alcaraz (1875), Mariano de la Bárcena (1877), Gumesindo Mendoza (1879), Manuel M. Villada (1881), José Ramírez Mateos (1885), Fernando Altamirano (1894), Manuel Urbina y Altamirano (1895), José Carmen Segura (1898).
En 1914, aparece el último número de La Naturaleza y debido a la situación imperante en el país, suspendió sus actividades.    
Segunda época (1936-1979)
El 23 de diciembre de 1936, en el Salón de Sesiones de la Academia Nacional de Ciencias Antonio Alzate, el Dr. Enrique Beltrán, primer protozoologo mexicano, encabezó a otros naturalistas para revivir a la gloriosa asociación, reuniendo al mayor número posible de sobrevivientes de la primera época. En el segundo año de la nueva etapa tuvo lugar un acontecimiento de sin igual importancia, que fue la aparición, en noviembre de 1939, del n.º 1 del Volumen I de la Revista de la Sociedad Mexicana de Historia Natural, que se completó el año siguiente con los tres restantes, por lo que lleva la fecha 1939-1940. Desde su primer número, la revista se convirtió en el más importante órgano de divulgación sobre las ciencias naturales, abarcando, entre otras materias: biología, botánica, paleontología, protozoología, agronomía, historia de la ciencia, y muchas más. La revista se ha seguido publicando hasta la fecha de manera interminente, y consideramos que es el recorrido más amplio y representativo de la Historia Natural, en su más amplia acepción durante casi 60 años, lo cual la convierte en una fuente invaluable para la investigación científica.
Algunos de los presidentes de la sociedad han sido naturalistas de la talla de Manuel Martínez Báez (1938), José Joaquín Izquierdo (1950), Manuel Maldonado Koerdell(1948), Julio Riquelme Inda, Cándido Bolívar (1947), B. F. Osorio Taffal,  Miguel E. Bustamante, Manuel Ruiz Oronoz(1957), Enrique Rioja(1958), Faustino Miranda, Efraím Hernández Xolocotzi (1960), Alfredo Sánchez Marroquín (1962), Alfredo Barrera(1964),  Agustín Ayala Castañares (1966), Eucario López Ochoterena (1968), Héctor Mayagoitia (1971), Gonzalo Halffter, Arturo Gómez Pompa, y muchos otros más.
Durante esta época se invita a grandes científicos como miembros honorarios entre los que destacan Carlos de la Torre Huerta, Emile Brumpt, Theodosius Dobzhansky, Robert Hegner, Selman Abraham Waksman, Richard Goldschmidt, Cassiano Conzatti, Tom Gill, Roger Jean Heim, Aleksandr Oparin, Pierre-Paul Grassé, Dimas Fernández-Galiano, John O. Corliss, y Pierre de Puytorac.  
En 1959 la Sociedad transfiere sus sesiones al Instituto Mexicano de Recursos Naturales Renovables (IMERNAR), una de las primeras organizaciones de conservación en México. La revista de la sociedad se ha seguido publicando hasta la fecha, y consideramos que es el recorrido más amplio y representativo de la Historia Natural, en su más amplia acepción durante casi 60 años, lo cual la convierte en una fuente invaluable para la investigación científica.

Tercera época (1984-2016)
Se constituye una nueva Mesa Directiva con Roberto Gutiérrez Galera como presidente. El 11 de diciembre de 1986 se celebra en el Palacio de Minería la Ceremonia Jubilar. De 1986 a 2016, Raúl Gío-Argáez funge como presidente de la sociedad. Durante este periodo la sociedad organiza simposios, congreos, y ciclos de conferencias. Se hacen varias investigaciones en el estado de Campeche.  En 1993 se publica Diversidad Biológica de México. En 2007 participa en la XVII bienal de la Real Sociedad Española de Historia Natural. En 2010 la sociedad pierde la sede del IMERNAR en la calle de Dr. Vertiz, Ciudad de México. En la última mesa directiva de esta época, además del presidente, participaron la Biol. Imelda Hernández Ruiz, el Dr. José Ramírez Pulido y el Dr. Gustavo Casas Andreu.
Cuarta época (2017 -)
El 3 de abril se constituye la nueva Mesa Directiva en la Sala Xitle de la Comisión Nacional para el Conocimiento y Uso de la Biodiversidad (CONABIO). La nueva Mesa se constituye con Jorge Rickards como Presidente, Carlos Galindo Leal como Vicepresidente, Ignacio March como Secretario, Hernando Cabral como Tesorero, y Humberto Berlanga como Vocal. El 6 de septiembre de 2018 se celebran 150 años de la Sociedad, con la exposición "150 años de Historia Natural en México" en el Museo Nacional de las Culturas, recinto que vio nacer a la Sociedad.